# Фондовая биржа РТС
ОАО «Фондовая биржа РТС» (первоначально — сокращение от «Российская торговая система») — одна из ведущих российских бирж до декабря 2011 года, когда она совместно с «Московской межбанковской валютной биржей» (ММВБ) объединилась в биржу ММВБ-РТС (с 2012 года — «Московская биржа»).

## История фондовой биржи РТС
В 1995 году профучастниками рынка для создания площадки по организации и регулированию внебиржевой торговли ценными бумагами было утверждено «Некоммерческое партнерство развития финансового рынка (НП РТС)». Так был создан классический рынок акций РТС.
Основные принципы торговли на классическом рынке — возможность заключать сделки, выбирая валюту, способ и время расчётов. Торги идут на базе неанонимных котировок без предварительного депонирования (без передачи на залоговое хранение) ценных бумаг и денежных средств, что позволяет организовать торги по максимально широкому спектру ценных бумаг.
На основании цен, формирующихся на классическом рынке акций, с 1 сентября 1995 года рассчитывается Индекс РТС в долларах США, ставший (наряду с Индексом ММВБ) одним из основных индикаторов фондового рынка России и остаётся им по сей день. Индекс РТС рассчитывается на основании текущих котировок примерно 40-50 акций (точное количество и состав индекса варьируется) наиболее капитализированных российских компаний.
В начале 2000 года РТС получила лицензию фондовой биржи.
В феврале 2001 года была введена в эксплуатацию система RTS Board — информационная система Фондовой биржи РТС, предназначенная для индикативного котирования ценных бумаг, не допущенных к торгам в РТС. В RTS Board присутствуют котировки почти по 2000 бумагам более 1000 эмитентов.
19 сентября 2001 года запущен рынок фьючерсов и опционов FORTS (сокр. Фьючерсы и Опционы РТС). Это срочный рынок биржи РТС для торговли производными финансовыми инструментами. Использование поставочных фьючерсов на акции, расчетных фьючерсов и опционов на фьючерсы предоставляет инвесторам возможность реализовывать различные стратегии: осуществлять спекулятивные операции, хеджировать риски, проводить арбитраж, эффективно управлять портфелем акций как отдельных, так и с помощью фьючерса на Индекс РТС.
В 2004 году по новому регулированию биржевой бизнес РТС был переведен в организационную форму акционерного общества.
15 ноября 2005 года был запущен режим анонимной электронной торговли. Здесь торгуются наиболее ликвидные акции классического рынка РТС.
В 2007 году начала работу площадка для компаний малой и средней капитализации RTS START.
В 2008 году стартовал проект RTS Global.
В мае 2008 года РТС стала инициатором создания ОАО «Украинская биржа» — совместного проекта с украинскими торговцами ценными бумагами. Цель — упростить доступ к украинскому фондовому рынку и потеснить с него ПФТС. 26 марта 2009 года «Украинская биржа» объявила о старте торгов ценными бумагами. Торговая система биржи впервые на Украине позволила физическим лицам непосредственно принимать участие в торгах, используя системы интернет-трейдинга.
26 мая 2008 года на срочном рынке фьючерсов и опционов РТС FORTS введена вечерняя торговая сессия. Основная торговая сессия завершается в 18:45 MSK, после чего проводится клиринговый сеанс до 19:00 MSK. Вечерняя сессия продолжается с 19:00 MSK до 23:50 MSK. Расчёты по заключённым в этот период сделкам осуществляются в промежуточный клиринговый сеанс 14:00 — 14:03 MSK следующего торгового дня.
В феврале 2009 года проведён ребрендинг биржи.
26 марта 2009 года в Алма-Ате (Казахстан) стартовали торги на АО «Товарная биржа „Евразийская торговая система“» (ЕТС). Первым товаром, запущенным в обращение, стала пшеница третьего класса. На данный момент[когда?] торгуемые товары на ЕТС: пшеница, рожь, ячмень, семена подсолнечника.
23 апреля 2009 года начались торги на новом рублёвом рынке акций RTS Standard. Торги проводятся по 20 наиболее ликвидным ценным бумагам российских эмитентов.
19 декабря 2011 года в Единый государственный реестр юридических лиц (ЕГРЮЛ) внесена запись о прекращении деятельности ОАО «РТС», а также регистрирующим органом зарегистрирован Устав Открытого акционерного общества «ММВБ-РТС» в новой редакции — состоялась сделка по слиянию ОАО «РТС» и ЗАО ММВБ (ныне ОАО «Московская биржа»).

### RTS Board
RTS Board — информационная система, предназначенная для индикативного котирования ценных бумаг, не допущенных к торгам в РТС. Система была запущена в эксплуатацию 15 февраля 2001 года.
В соответствии с утвержденным Советом директоров ОАО «РТС» «Порядком формирования списка инструментов информационной системы RTS Board» в систему могут быть включены акции, облигации, инвестиционные паи, ценные бумаги, выпущенные российскими и иностранными эмитентами.
С точки зрения эмитентов система RTS Board — простой и эффективный инструмент первоначального повышения ликвидности ценных бумаг, задача которого — обратить внимание инвесторов на перспективные ценные бумаги. Таким образом, у эмитентов появляется возможность «представлять» свои ценные бумаги профессиональному инвестиционному сообществу, с целью их дальнейшего продвижения, а также вывода в биржевые торги РТС.
В 2007 году 61 ценная бумага 50 эмитентов были переведены в основные торги РТС на Классический и Биржевой рынки.
По данным на 2015 год в системе RTS Board котируется 1177 ценных бумаг 917 эмитентов.
После объединения бирж проект продолжает функционировать на базе Некоммерческого партнерства развития финансового рынка РТС (НП РТС). В декабре 2014 года система была модернизирована и переведена на новую технологическую платформу.

### RTS-Тендер
РТС-тендер — электронная площадка для осуществления государственных и муниципальных закупок в соответствии с Федеральным законом № 44 «О контрактной системе в сфере закупок товаров, работ, услуг для обеспечения государственных и муниципальных нужд».